# イヌカタヒバ
イヌカタヒバ Selaginella moellendorffii Hieron. はイワヒバ科に属するシダ植物の1つ。カタヒバに似たもので日本では八重山諸島にのみ自生する。ただし現在では栽培逸出で帰化植物として見ることが出来、日本本土のかなり広い地域で見ることが出来る。

## 特徴
常緑性の草本。地下茎はコケなどの間を匍匐して伸び、その径は1.2mmで、表面には藁色の葉を密着するように付けており、また所々から根を出している。その先端は次第に上に伸びて地上茎となり、3～4回の分枝を出して普通のシダの葉身のような形を取るが、本当の葉はその茎の表面に並んだ鱗状のものである。地上茎の分枝を始める部分までは葉柄のように見え、その長さは地上茎全体の約半分。分枝して葉身状となる部分の概形は広卵状三角形で先端は細く尖り、長さ12～25cm、幅5-10cmほど。
本当の葉は茎の基部ではまばらにあって茎の表面に張り付いており、藁色をしており、茎の周囲のどの位置のものも同じ形となっている。左右対称で先端は次第に細くなって鋭く尖り、縁は滑らかで中肋ははっきり見て取れる。葉身状の部分では葉に2形があり、茎の上面に並ぶ背葉と側面に伸びる大きめの腹葉に分かれる。背葉は基部は不揃いで卵形をなし、その先端は小さく突き出して芒状となっている。また縁は膜状に広がっているのがはっきり見て取れ、微毛がある。腹葉は卵形で先端は突き出して尖り、基部は不揃い
この類では胞子嚢は茎の先端に集まって胞子嚢穂を形成するが、本種の場合、茎の先端に単独で生じて長さ5～15mm、その部分では葉はみな同型で、卵形で先端は突き出して尖り、縁は膜質で少し広がり、鋸歯がある。また秋になると枝先に小さな葉が寄り集まったような無性芽(植芽）を生じる。
なお晩秋に植物体全体が赤褐色に紅葉するのが見られる。

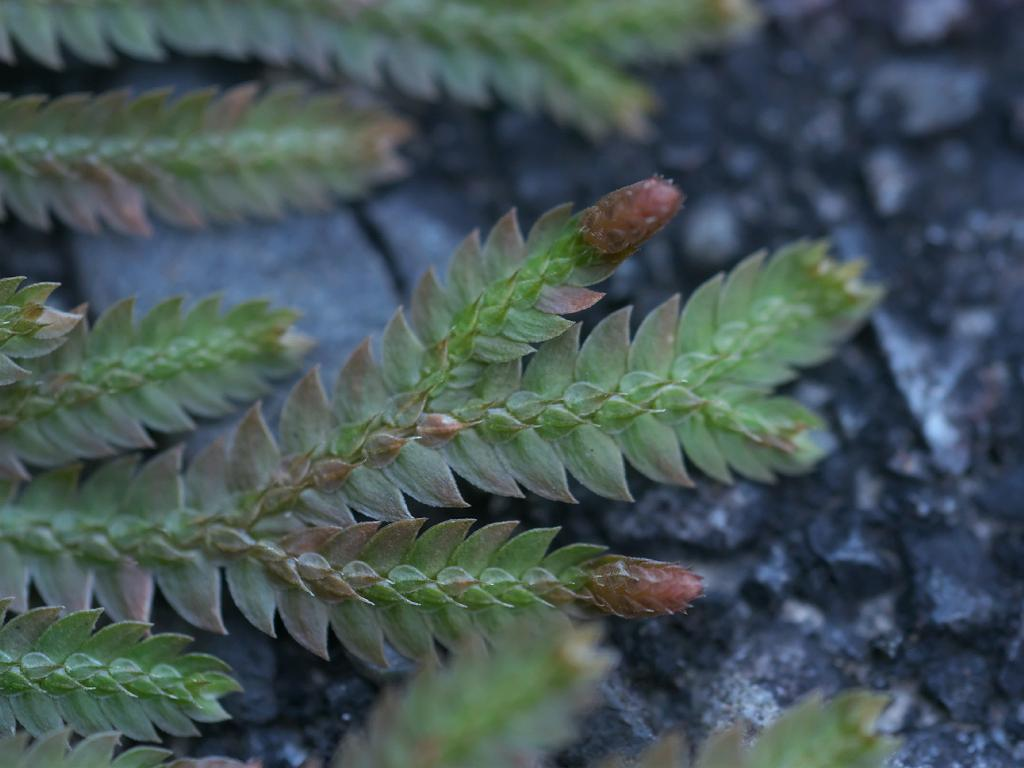
枝先の背面 背葉、腹葉の形と先端に無性芽
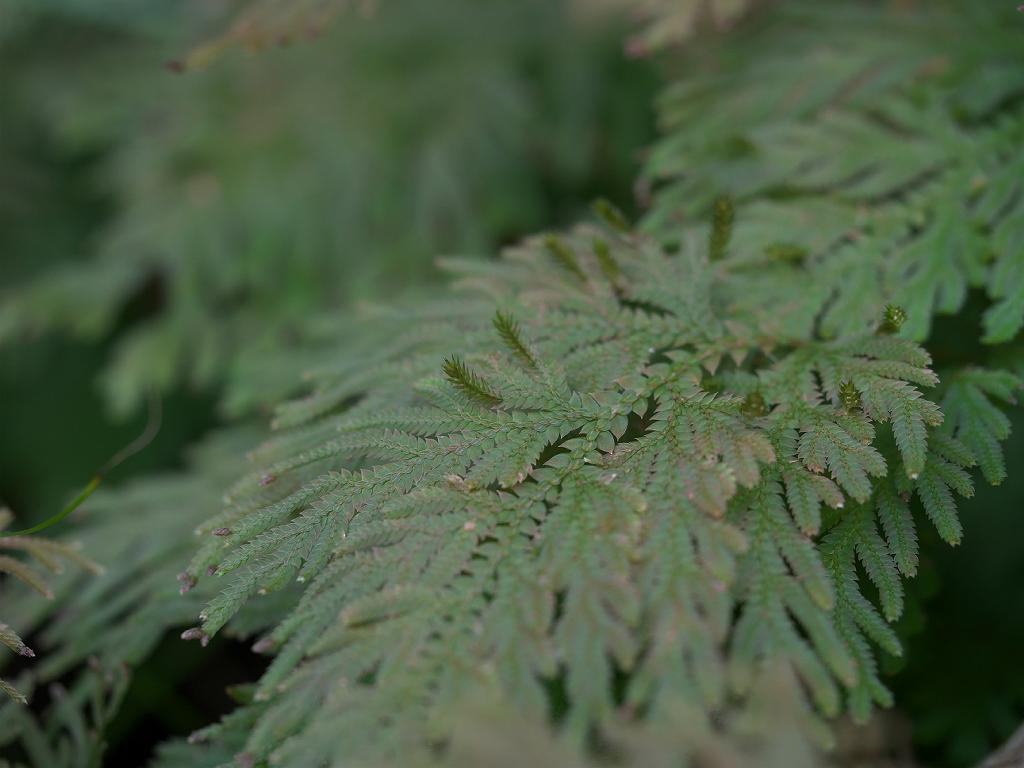
胞子嚢穂のついた枝
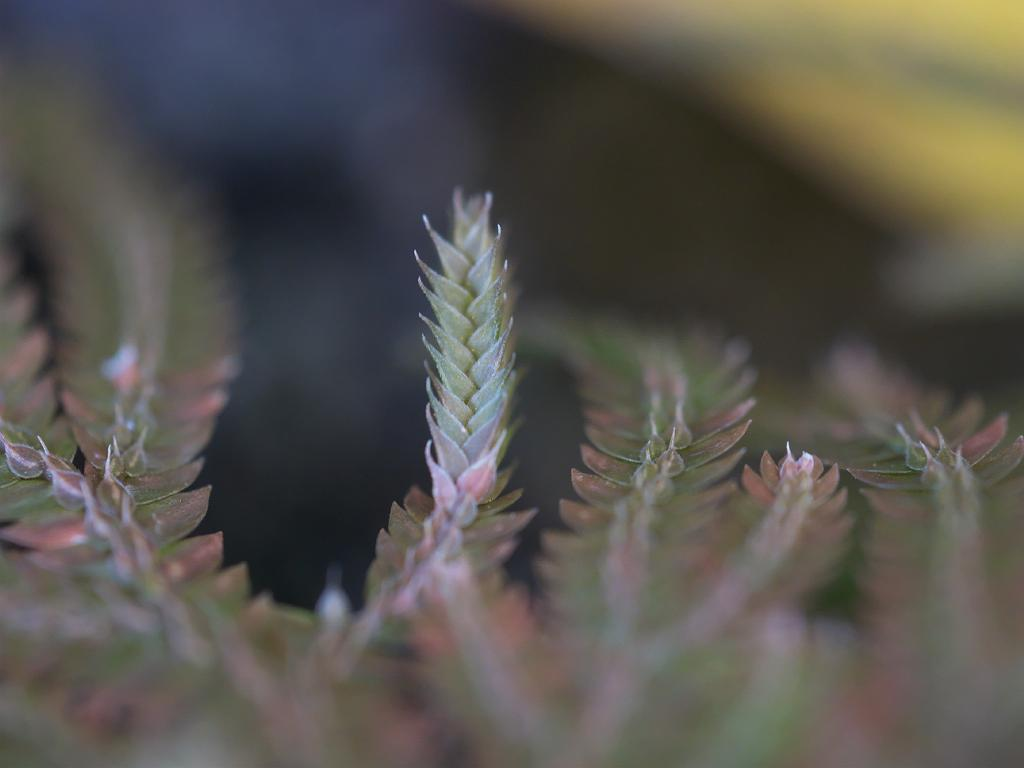
胞子嚢穂の拡大

## 分布と生育環境
中国からベトナム、台湾、フィリピンに分布するもので、日本では八重山諸島の石垣島と西表島からのみ知られる。日本の分布地は本種の分布の北限に当たる。
ただし日本本土では栽培品から逸出したものが帰化し、本州各地で「増殖しつつ」あるとのこと。サツキの鉢植えなどから広まったとも言う。
沢沿いの湿った岩の上について生育する。日当たりのよい場所に生育し、高所の樹幹に生える例もある。
ただし移入のものは人家の石垣などにも見られる。野外で越冬するので耐寒性はある様子。

## 類似種
本種を含むイワヒバ属には世界に葯800種、日本には18種ほどが知られる。その中には這い回るコケのようなものから立ち上がる主軸のあるものなど多様な姿のものがあるが、本種のように匍匐する茎の先端が立ち上がってシダの葉のような枝になるものとしてはカタヒバ S. involvens が日本では普通で、本州東北地方南部から琉球列島にまで広く見られる。しかし何しろ本種の分布が狭いので判別に注意を必要とするようなシチュエーションはほとんどないないはずであったが、上述のように栽培からの逸出で本土に於いて、むしろカタヒバより身近に見られることになっている。
判別点としてはカタヒバは主茎の断面が円形、背葉の縁が膜質でなく、先端は少し突き出して尖る程度に対して、本種は主茎に稜があり、背葉の縁が膜質で、先端は芒状に突き出している。また季節によるが、本種は枝の先に無性芽を生じるのに対してカタヒバはそのようなものを形成しないことが挙げられる。
同様の特徴を持つ種にもう一つ、ツルカタヒバ S. biformis がある。この種は中国南部から東南アジア、ニューギニアまで分布するもので日本では沖縄本島からのみ知られる。この種は茎が有毛(本種は無毛)であることで区別できる。幸か不幸かこの種は他地域で栽培逸出などしてはいない模様である。

## 利害
中国では解熱、利尿、止血などに利用される。

### モデル生物として
本種は全ゲノムの解読が行われており、これはシダ植物で最初の例である。ちなみに実験に用いられたのは沖縄産の個体であったという。
そもそも維管束植物は約4億年前にいくつかの系統に分かれ、そのうち現存しているのは普通のシダ植物と種子植物すべてを含む大葉類とヒカゲノカズラなどの小葉類の2つだけである。またコケ植物はその生活環に於いて単相の植物体が優勢で、複相が優勢な種子植物とは直接に比較が難しく、その点で小葉類は複相が優勢な点で種子植物と共通である。そのような観点から小葉類のゲノムの解読は陸上植物の系統の理解にとってとても重要なものとなる。本種が選ばれたのはそのゲノムサイズが小さかったことによる。その成果は2011年に発表され、それ以降、例えば様々な物質合成が植物の系統の中でどのような変遷を辿ったか、というような研究が多数行われている。

## 保護の状況
環境省のレッドデータブックでは絶滅危惧II類に指定されており、沖縄県でも絶滅危惧II類に指定されている。生育地も個体数も少ない。実際のところ、生育が確認されているのは石垣島で3カ所、西表島で1カ所のみで、その個体数も少ないという。なお、高知県が一時本種を指定していたが、2020年の改訂でこれを除外し、その理由は栽培逸出と判断したからとのこと。
ただし上記のように国内移入種として本州各地で繁茂しつつあり、むしろ在来のカタヒバより本種を見るのが簡単、という状況が出来つつある。